# Tiberio Guarente
Tiberio Guarente (Pisa, Italia, 1 de noviembre de 1985) es un exfutbolista italiano . Su último equipo fue el Empoli Football Club de la Serie A de Italia. Jugaba de centrocampista. Su primer equipo fue Hellas Verona Football Club. 

## Trayectoria
Comenzó su carrera en el Hellas Verona Football Club, donde destacó en la campaña 06/07 y se convirtió en uno de los líderes del equipo en la Serie B. El Atalanta apostó fuerte por su fichaje y, en los tres años que ha jugado en el conjunto de Bérgamo, sobre todo en las dos últimas campañas, ha sido el verdadero director del centro del campo, con un total de 92 encuentros disputados en la Serie A del Calcio. Con el descenso del equipo a la Serie B el Sevilla F. C. consigue hacerse con el fichaje a cambio de 5,5 millones de euros de fijo más unos incentivos que los sevillistas pagarían según se cumplieran una serie de objetivos. Aunque tras dos años en el conjunto sevillista, el futbolista italiano apenas pudo disputar unos escasos partidos de carácter oficial, debido a una grave lesión de rodilla. En julio de 2012 el Sevilla F. C. anuncia la cesión de Guarente al Bologna Football Club 1909. Tiberio ya recuperado de su lesión de rodilla que le impidió jugar con normalidad las dos últimas temporadas en el Sevilla, jugará en el conjunto 'rossoblu' durante la temporada 12/13 en calidad de cedido con opción a compra.

## Clubes
| Club                       | País   | Año         | PJ (G) |
| -------------------------- | ------ | ----------- | ------ |
| Verona                     | Italia | 2004-2007   | 54 (1) |
| Atalanta                   | Italia | 2007 - 2010 | 92 (3) |
| Sevilla F. C.              | España | 2010- 2012  | 3 (2)  |
| Bologna Football Club 1909 | Italia | 2012 - 2013 | 16 (1) |
| Catania Calcio             | Italia | 2013 - 2014 | 24 (0) |
| Chievo Verona              | Italia | 2014        | 10 (0) |
| Empoli F.C.                | Italia | 2014 - 2015 | 0 (0)  |